# Christian Heinrich Hanson
Johann Christian Heinrich Hanson (* 11. April 1790 in Altona; † 18. April 1863 ebenda) war ein deutscher Maler.

## Leben
Christian Heinrich Hanson wuchs im Altonaer Waisenhaus auf und wurde zunächst als Weber ausgebildet und erlernte dann das Malerhandwerk. Er zog nach Stralsund und machte sich dort auch durch seine Gemälde bekannt. Eine Tätigkeit als Zeichenlehrer in Celle schloss sich an und wurde dem Wanderleben eines Clowns im Zirkus Wolff geopfert. Danach fing er wieder an zu malen und wanderte über Wien, von dort gemeinsam mit dem ebenfalls aus Altona stammenden Maler Johan Bravo (1796–1876), weiter nach Rom. Hier malte er gegen Bezahlung Bilder für begüterte Stipendiaten, die diese als Beleg ihres eigenen künstlerischen Schaffens in die Heimat schickten. Gleichzeitig bildete er sich autodidaktisch fort. Der Etatsrat Bernhard Donner unterstützte ihn finanziell bei seinem zweiten Romaufenthalt, wo er von 1828 bis 1832 nachweisbar ist und Anschluss an einige Nazarener fand. Nach Besuchen in Neapel und Mailand arbeitete Hanson von 1833 bis 1845 in München. Hier hatte er seine eigentliche Blütezeit und malte u. a. für Kronprinz Maximilian das Agnes-Zimmer auf Schloss Hohenschwangau aus. 1845 arbeitete er in Kärnten, wo er im Stift St. Paul im Lavanttal auf der Empore und im Winterchor großflächige Gemälde schuf. Danach wandte er sich wieder Italien zu, von wo er 1848 mit einem schweren Augenleiden nach Altona zurückkehrte. Er starb erblindet in armseligen Verhältnissen.